# NK Brda
Nogometni klub Brda Dobrovo (tiếng Việt: Câu lạc bộ bóng đá Brda Dobrovo), thường hay gọi NK Brda hoặc đơn giản Brda, là một câu lạc bộ bóng đá Slovenia đến từ Dobrovo. Hiện tại đội bóng đang thi đấu ở Giải bóng đá hạng nhì quốc gia Slovenia. Câu lạc bộ được thành lập năm 1973.

## Sân vận động
Sân vận động Vipolže nằm ở Vipolže. Sân có sức chứa 600 khán giả.

## Danh hiệu
- Giải bóng đá hạng ba quốc gia Slovenia: 2

1999-2000, 2015-16
- MNZ Nova Gorica Cup: 6

2011-12, 2012-13, 2013-14, 2014-15, 2015-16, 2016-17

## Lịch sử giải đấu kể từ năm 1991
| Mùa giải  | Giải vô địch | Thứ hạng |
| --------- | ------------ | -------- |
| 1991-92   | 2. SNL - Tây | thứ 9    |
| 1992-93   | 3. SNL - Tây | thứ 3    |
| 1993-94   | 3. SNL - Tây | thứ 5    |
| 1994-95   | 3. SNL - Tây | thứ 8    |
| 1995-96   | 3. SNL - Tây | thứ 9    |
| 1996-97   | 3. SNL - Tây | thứ 5    |
| 1997-98   | 3. SNL - Tây | thứ 8    |
| 1998-99   | 3. SNL - Tây | thứ 5    |
| 1999-2000 | 3. SNL - Tây | thứ 1    |
| 2000-01   | 2. SNL       | 1thứ 5   |
| 2001-02   | 2. SNL       | thứ 12   |
| 2002-03   | 2. SNL       | thứ 12   |
| 2003-04   | 2. SNL       | thứ 11   |
| 2004-05   | 3. SNL - Tây | thứ 6    |
| 2005-06   | 3. SNL - Tây | thứ 2    |
| 2006-07   | 3. SNL - Tây | thứ 7    |
| 2007-08   | 3. SNL - Tây | thứ 7    |
| 2008-09   | 3. SNL - Tây | thứ 5    |
| 2009-10   | 3. SNL - Tây | thứ 3    |
| 2010-11   | 3. SNL - Tây | thứ 11   |
| 2011-12   | 3. SNL - Tây | thứ 9    |
| 2012-13   | 3. SNL - Tây | thứ 7    |
| 2013-14   | 3. SNL - Tây | thứ 8    |
| 2014-15   | 3. SNL - Tây | thứ 3    |
| 2015-16   | 3. SNL - Tây | thứ 1    |
| 2016-17   | 2. SNL       | thứ 6    |
| 2017-18   | 2. SNL       | thứ 9    |
| 2018-19   | 2. SNL       | thứ 12   |